# الن کورتن
الن کورتن (فرانسوی: Hélène Cortin‎؛ زادهٔ ۷ فوریهٔ ۱۹۷۲) قایقران روئینگ اهل فرانسه است.